# وائن (غوهران)
وائن (بالفارسية: وائن) هي قرية تقع في إيران في Gowharan Rural District. يقدر عدد سكانها بـ 450 نسمة .